# Saprosites kingsensis
Saprosites kingsensis är en skalbaggsart som beskrevs av Zdzisława Stebnicka 2001. Saprosites kingsensis ingår i släktet Saprosites och familjen Aphodiidae. Inga underarter finns listade i Catalogue of Life.